# Stanislaus Zbyszko
Jan Stanisław Cyganiewicz, meglio conosciuto con il ring name di Stanislaus Zbyszko (Jodłowa, 1º aprile 1879 – Saint Joseph, 23 settembre 1967), è stato un wrestler e strongman polacco.

## Biografia

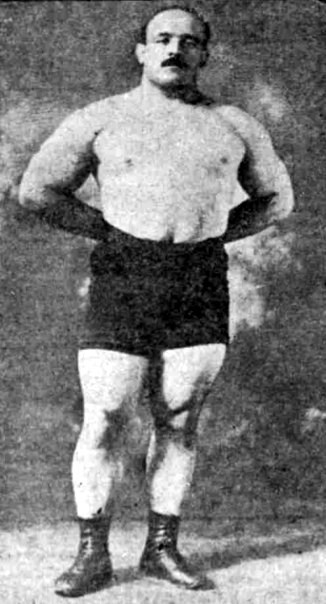
Zbyszko nel 1912

Esperto di lotta greco-romana, iniziò la propria carriera in Europa negli anni 1900. Successivamente si trasferì negli Stati Uniti d'America, dove si distinse tra i migliori lottatori al mondo e conquistò il campionato mondiale dei pesi massimi in due occasioni, rispettivamente nel 1921 e 1925. Il cognome Zbyszko, affibbiatogli dai suoi amici d'infanzia per via del suo coraggio, derivava dal nome di un personaggio immaginario del romanzo I cavalieri della croce dello scrittore polacco Henryk Sienkiewicz.
Era fratello maggiore di Wladek, anch'egli noto wrestler.

## Filmografia
- Gotch-Zbyszko World's Championship Wrestling Match - cortometraggio, documentario (1910)
- Madison Square Garden, regia di Harry Joe Brown (1932)
- I trafficanti della notte (Night and the City), regia di Jules Dassin (1950)

## Titoli e riconoscimenti
- George Tragos/Lou Thesz Professional Wrestling Hall of Fame
  - Classe del 2010[1]
- Professional Wrestling Hall of Fame
  - Classe del 2003 - Pioneer Era
- Wrestling Observer Newsletter
  - Wrestling Observer Newsletter Hall of Fame (Classe del 1996)
- Altri titoli:
  - World Heavyweight Championship (Catch as Catch Can version) (2)
  - World Greco-Roman Heavyweight Championship